# Griqua

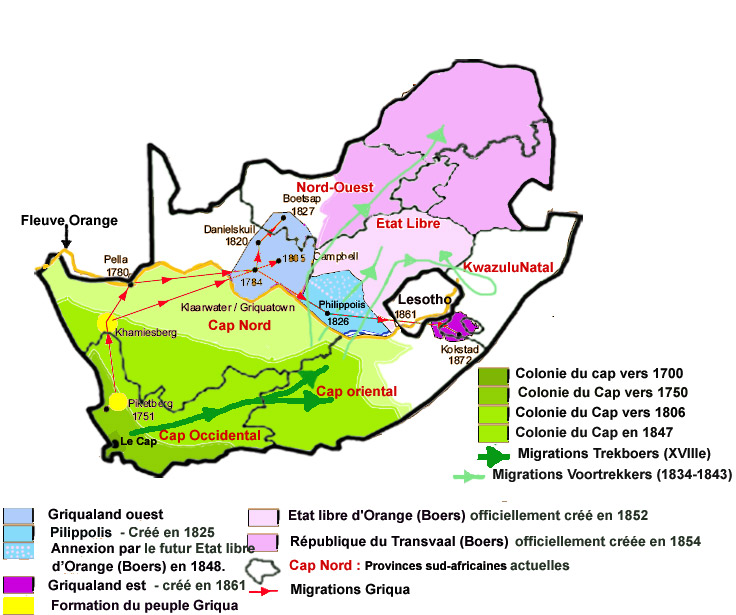
Migrações griquas na África do Sul

Os griquas são um subgrupo da população mestiça sul-africana, descendentes dos antigos colonos europeus e do povo cói que ali viviam e que foram deslocados das suas terras pelos colonos. Actualmente, contam-se mais de trezentos mil, principalmente na província do Cabo Setentrional, em geral, são falantes do africânder. A sua língua ancestral, praticamente extinta, chama-se xiri, ou por vezes igualmente griqua.

## Toponímia

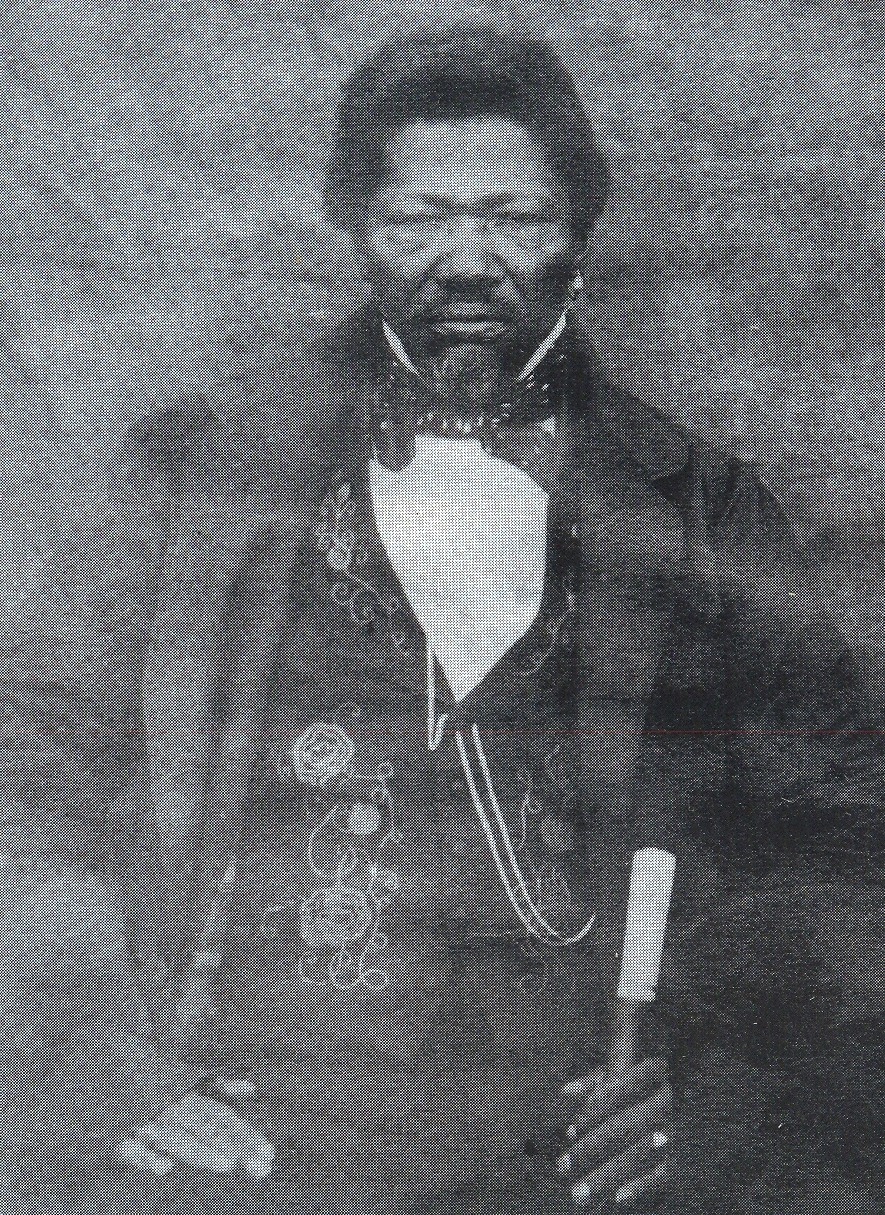
Adam Kok III, Capitão dos Griquas, 1848

Durante as suas migrações forçadas, eles deram o seu nome a várias regiões da África do Sul:
- Griqualândia Ocidental (Griqualand West),[2] que encontra-se perto de Quimberlei e tornou-se importante quando aí foram encontrados diamantes.

- Griqualândia Oriental (Griqualand East),[2] que fica perto da fronteira entre o Cabo Oriental e o Cuazulo-Natal. Esta área foi ocupada por Adam Kok III e vinte mil griquas que o seguiram através do Drakensberg em 1861. Aparentemente, estes griqua foram largamente absorvidos pela população xossa do Transquei; talvez isso explique o facto de cerca de 15% do vocabulário da língua xossa ser de origem cói.[3]